# ほこ×たて
『ほこ×たて』（ほこたて）は、フジテレビ系列で2011年1月17日から同年9月19日まで毎週月曜日 23:00 - 23:30（JST）に放送されて、その後、ゴールデンタイム・プライムタイムに昇格し、2011年10月16日から2013年10月20日まで毎週日曜日 19:00 - 19:58（JST）に放送されていたバラエティ番組である。

## 概要
矛と盾に関する故事『矛盾』にちなみ、相反する「絶対に○○なもの」同士を戦わせて決着をつけて白黒はっきりさせるというバラエティ番組。ただし、本当の意味での「矛盾」対決だけではなく、番組内容としては各分野における最強対決がベースとなっている。
2010年10月と2011年1月に『対決バラエティ ほこ×たて』（たいけつバラエティほこたて）のタイトルで特別番組で放送され、2011年1月17日から月曜日のバラパラ枠にてレギュラー化された。
同年9月19日の放送をもってバラパラ枠での放送は終了し、10月からは『1年1組 平成教育学院』の後番組扱いで日曜19時台のゴールデンタイムに移動、かつ1時間番組となった。これにより、月曜日の『ネプリーグ』、金曜日の『ペケ×ポン』、土曜日の『〜あらゆる世界を見学せよ〜潜入!リアルスコープ』と合わせて、フジテレビの19時には歴代深夜出身番組が4つ並ぶこととなった。また、日曜19時に昇格してからバレー中継や特番が続き、2012年1月29日までレギュラーの1時間番組としての放送がなかった。その後はスポーツ中継や特番で、レギュラー回と2時間スペシャル版と合わせて月に1回から3回程度放送されていた。
2013年の元日には、18:00 - 23:30に『新春かくし芸大会』の終了後、後継番組が定まっていないゴールデンタイム・プライムタイムで5時間半スペシャルの放送を行った。
2013年10月20日をもって放送が打ち切られた（後述）。

## 内容
番組では、冒頭に対決内容を確認した上で、それぞれ「矛盾」の「矛」と「盾」にあたる対戦者の概要を説明し、その後「MAX PERFORMANCE」と呼ばれるプレゼンテーションによって双方の実力が提示される。スタジオではVTRを踏まえた上で、さまざまな分野の知識人が解説及び結果の予想を行い、出演者はそれらを参考にしながら、どちらが勝利するのかを予想する。そして最後に、ある一定のルールの下で対決が行われ、「矛盾」の最終的な勝敗を決する。なお、画面下のテロップなどでは「矛盾対決」と表示されているが、読みは「むじゅん対決」ではなく、「ほこたて対決」である。
なお、対決には公正を期すため、対戦相手の情報は再戦等の例外を除き、対決当日まで知らされることはない。ただ、「どんな獲物でも絶対に捕まえる鷹 VS 絶対に捕まえられないラジコンカー」の際は、初戦の際、ラジコンに鷹が怖がってしまい対決不能となってしまったため、鷹がラジコンに十分慣れてから再戦が行われた。
原則として対戦相手は知らされないことから、通常では対決場所で初めて対戦相手の正体を知ることになり、対決前には対戦相手同士がビジネスライクに名刺交換をすることが約束事となっている。
ルール
スペシャルや単発放送では出演者がどちらが勝つかを予想し、的中して得られるチップの獲得数を競う方式で行われたが、深夜レギュラー版では結果を予想するのみとなった。
ゴールデン時代でも、深夜時代同様予想をするのみ。なお、初期のスペシャルではレギュラー・ゲスト各自予想（ただし、ゲスト同士は予想を合わせなければならない）し、ゲストが全問正解すれば全員が高級中華料理を食べることができた。料理は予想を外しても食べられるが、ゲストが予想を外すたびに料理の辛さが2倍、3倍と上がっていく。
予想の際はどちらが勝つかを「ほこ×たてボタン」を押して選ぶ。2013年4月22日まではテーブルのひさしの下のボタンを押して選び、それによって座席が自動的に両サイドに移動する「全自動ほこ×たてシステム」と呼ばれるシステムを採用していた｡ただし、出演者が多すぎてこの機構が使えない場合は、いったんスタジオが暗くなりその間に両サイドに移る「暗転ほこ×たてシステム」も使用されていた。2013年4月29日よりセットを一新。座席の移動はなくなった。頭上にモニターが配置されており、出演者から見て椅子の右側、テレビから見て椅子の左側のボタンを押して選び、それによってモニターに結果が表示される「全自動ほこ×たて回転モニターシステム」を採用した。頭上に配置されているモニターが状況に応じて移動・回転する仕組みとなっている。その後、全自動ほこ×たてシステムに戻った。

## 主な対決企画
絶対に穴の開かない金属 VS どんな金属にも穴を開けられるドリル
この番組における名物企画であり、究極の矛盾の現代版とも言える「絶対に穴の開かない金属」と「どんな金属にも穴を開けられるドリル」を対決させるというもの。ルールは、時間無制限1本勝負で、穴が開けば（ドリルが貫通すれば）ドリルの勝利、ドリルが折れる又は安全装置が作動した時点で穴が開かなければ金属の勝利で、第5戦からは第4戦の結果を受けて金属が割れた場合は引き分けとするルールが追加された。
また、第1戦以来、「絶対に穴の開かない金属」とされて番組に登場する「NWS超硬合金」は、福岡県福岡市博多区に本社が所在する金属精製加工メーカーの「日本タングステン」が製造、提供している。
なお、後述の通り、この番組は「やらせ」が原因で打ち切られる事になったが、この対決に関して日本タングステンの広報担当者は「ウチはいつもガチンコでやってきましたし、事前に金属を知らせるようなことはありませんでした」との発言がある。
- 第1戦 - タンガロイ - 2010年10月2日放送
- 第2戦 - アライドマテリアル - 2011年1月24日放送
- 第3戦 - 古河ロックドリル - 2011年7月18日放送
- 第4戦 - オーエスジー - 2011年10月16日放送
引き分け - アライドマテリアルの失敗を元に研究し、製作したドリルビットで挑んだ。ドリルは金属を削りこんだが途中で金属自体が割れてしまい、「（金属が）割れてしまった以上自分の負け（金属側）」、「（ドリルが）金属を割るのではなく穴を開ける使命という以上、自分たちは負け（ドリル側）」と双方が負けを認めたため、初の引き分けとなった。なお第4戦に立ち会った業界紙記者によれば、実際の対決（切削）時間は13分以上に及び、また2回対決が行われたものの2回とも金属が割れる結果となったという。
- 第5戦 - オーエスジー（再戦） - 2012年4月15日放送
金属の勝利 - 事前の業界紙記者による下馬評の9対1でドリルの勝利という予想を覆して金属の勝利となった。
- 第6戦 - 不二越 - 2013年1月1日放送
7時間近くにわたって、ゆっくりと切削する戦法をとるも、5時間かけて板厚の半分の約12ミリ削ったところでドリルビットの砥粒が磨耗し、逆にドリルビットが金属に削られて金属の勝利となった。
- 最終戦 - 中小企業連合軍（イワタツール他） - 2013年10月放送
初めてドリルに穴を開けられてしまい、日本タングステンが落城の屈辱を味わった。
- 高専頂上決戦 - 奈良工業高等専門学校（ドリル）vs熊本高等専門学校（金属） -2013年7月21日放送
- 金属 VS ドリルマニアクイズ - 2013年8月11日放送

VS パーツ
「どんな人間でも回避できない○○」と「人間離れした動きをするパフォーマー」（一見すると止まっているとしか思えないほど、体を遅く動かし続けることができる）パーツが対決するというもの。基本的には指定の距離をパーツが動く間に感知させなかったらパーツの勝利、感知してしまったら相手方の勝利となる。
- 第1戦 - どんな人間でも感知する防犯カメラ
- 第2戦 - どんな振動でも感知する防犯用キーチェーン
- 第3戦 - どう歩いても絶対に鳴る鴬張りの廊下
- 第4戦 - どんな人間にも吠える番犬
- 第5戦 - どんな人間にも吠えるガチョウ

見破り対決
「どんな人でも絶対見破ること出来ない○○を作る職人（サンプル職人や特殊メイク職人など）」と「どんな○○でも絶対見破ることのできる人（生産者や整形外科医など）」が対決する。
対決方法は事前に用意された本物に職人が作った1つのニセモノをまぜて展示。それを見破り側が見て本物だと思うものから選択。1つずつ判定を行い正解（本物）であれば続行、不正解（ニセモノ）であればその時点でだまし側の勝利、ニセモノを避けて本物（通常は4つ）を全て選ぶことができれば見破り側の勝利となる。
食品サンプルシリーズ
- 絶対に見破ることができないリンゴの食品サンプルを作る職人 VS 絶対に本物のリンゴを見分けることができるリンゴ生産者
- 絶対に見破ることができないメロンの食品サンプルを作る職人 VS 絶対に本物のメロンを見分けることができるメロン生産者
- 絶対に見破ることができないメロンの食品サンプルを作る職人（前回とは別人） VS 絶対に本物のメロンを見分けることができるメロン生産者
- 絶対に見破ることができないメロンの食品サンプルを作る職人&絶対に見破ることができないメロンの模型を作ることができる造型師×本物のように絵を描ける画家 VS 絶対に本物のメロンを見分けることができるメロン生産者

特殊ルールとして10個の中からニセモノ2つ以外を選ぶ方式（ニセモノの個数は知らされない）。本物8つを選び指名を止めれば見破り側の勝利、ニセモノを選べばだまし側の勝利、本物を全てを選ばずにストップした場合は引き分けとなる。
美容シリーズ
- 絶対に見破ることができないヌーブラ VS 絶対にニセモノの胸を見抜くことができる整形外科医
- 絶対に二重に見えるアイプチ VS 絶対に二重を見分けることのできる整形外科医
- 絶対にどんな女性でも美しく見せる補正下着 VS ミス・ユニバース世界一の美女を育てた美のカリスマ

その他の対決
- 絶対に見破ることができない特殊メイク職人 VS 絶対に変装を見破ることができる元刑事
- 釜で炊いたご飯を完全再現した炊飯器 VS 釜で炊いたご飯を絶対に見分けられる職人
- 絶対に本物と区別ができないカニカマ(スギヨ製「香り箱」) VS 絶対に本物のカニを見極めるカニの仲買人
- 絶対に水道水だとバレない浄水器 VS 絶対にどんな水も見極める酒職人
- 写真のように見える絵 VS どんな写真でも見極めることができるプロ
- 味では絶対に天然だと分からない養殖マグロ VS 食べたら絶対に天然マグロを見極められる寿司職人
- 絶対に人の書いた字と区別ができない書道ロボット VS 書の達人
- 絶対に新車と区別できないよう塗り直す塗装職人 VS 塗り直した車を絶対に見極めるガリバー査定人

マニア VS 本人
「マニアは社員よりも知識が豊富なのか?」という疑問に決着をつけるため、とある職業に勤めている人VSその職業に関するものが好きなマニア軍団による知識対決。それぞれ自らが問題を用意し相手に出題、サッカーのPK戦方式で5問行い正解数の多い方が勝利。5問終了時で正解数が同数の場合はどちらか間違えて、どちらかが正解するまで問題を出題し続けるサドンデスに突入する。
マニア軍団は基本的に3人、職員は1人から3人が参戦（歴代編集者のみ6人）。開催場所は車両基地や事業所などマニアにとって「聖地」と言える場所で行われる。
- 京急職員 VS 京急マニア - 2011年10月16日放送
- JAL機長&客室乗務員 VS JALマニア - 2012年1月15日放送
- ONE PIECE歴代編集者 VS ONE PIECEマニア軍団
- 小田急職員 VS 小田急マニア - 2012年4月29日放送
- 東京モノレール職員 VS 東京モノレールマニア - 2012年6月24日放送
- 京成職員 VS 京成マニア - 2012年9月23日放送
- 都営バス職員 VS 都営バスマニア - 2012年10月21日放送
- ONE PIECE歴代編集者 VS ONE PIECEマニア軍団
- ANA職員 VS ANAマニア - 2013年1月1日放送
- 花火師 VS 花火見学マニア
- ドラゴンボール編集者・アニメ制作者 VS ドラゴンボールマニア軍団
- 近鉄職員 VS 近鉄マニア - 2013年4月21日放送

写真対決
あるランドマークに対し、違う視点から見ている人が、自信のある写真を持ち寄って、どちらから見た方がよいか対決する。両者が同じテーマで1枚ずつ写真を示し、複数名の審査員（第3戦までは外国人の芸術家・観光客）の判定で勝敗を決め、合計の勝利数で競う。
- 第1戦 - 富士山 - 山梨県 VS 静岡県
- 第2戦 - 東京スカイツリー - ヘリコプター操縦士 VS タクシー運転手
- 第3戦 - 桜 - 長野県高遠 VS 奈良県吉野
- 第4戦 - 富士山 - 山梨県 VS 静岡県（再戦）
- 第5戦 - 島 - 北海道 VS 沖縄

絶対に開かない金庫VS最強の金庫開け職人
どんなことをしても絶対に開かず、暗証番号をはじき出すこともできない最強の金庫に、どんな金庫でも開けることができる金庫開け職人が挑む。
ルールは制限時間30分（警備業法による警報が鳴ってから警備員が現場に駆けつけなければならない時間）以内に金庫（鍵と暗証番号4つ）を開錠し、中にあるスイッチを押すことができれば金庫開け職人の勝利、開けることが出来なければ金庫の勝利。
日米対決
日本の人・物とアメリカの人・物が対決する。下記では前者を日本側、後者をアメリカ側として表記する。
- 第1戦 - 絶対に粉々にならない鰹節 VS ブレンドテック社のなんでも粉々にするミキサー
- 第2戦 - どんな写真でも見極めることができるプロ VS 写真のように見える絵
- 第3戦 - 絶対に動きの予測がつかないラジコンヘリ VS 絶対に標的を逃さないスナイパー
- 第4戦 - フライングディスクを絶対に人間より早く取る犬 VS 絶対にフライングディスクのパスを通すコンビ
- 第5戦 - 絶対に復元できない細かさに裁断するシュレッダー VS どんなに細かく裁断した紙でも復元できるプログラム

VS 鉄球
どんなものでも破壊する鉄球と絶対に破壊されないものが対決する。ルールは事前の取り決めで決定された時間内であれば鉄球は何度でもアタックでき、標的を破壊できれば鉄球の勝利、耐えることができれば相手側の勝利となる。ただし、鉄球はセットする時間があるため、ある程度のタイムロスが発生する。第1戦以来、「どんなものでも破壊する鉄球」とされ、「吉田式鉄球」の名で番組に登場する重さ5トンの鉄球は、埼玉県川口市に本社が所在する鋳物製品製造メーカーの「富和鋳造」が擁する鋳物職人が製造したもので、対決の際は「河野解体工業」が擁する解体職人、「エナ重機」が擁するクレーン操縦士がサポートで参加している。
- 第1戦 - 絶対に破壊されない壁
- 第2戦 - 絶対に破壊されないバリケード
- 最終戦 - 絶対に破壊されない防弾ガラス

VS カッター
どんなものでも切断する解体作業用カッターと絶対に切れないものが対決する。ルールは切る対象によって異なる。第1戦以来、「どんなものでも切断するカッター」とされ、番組に登場する重機用アタッチメントのガジラカッターは、岡山県岡山市北区に本社が所在する建設機械用アタッチメント製造メーカーの「タグチ工業」が製造したものである。
- 第1戦 - 絶対に切れない自転車用防犯チェーン
- 第2戦 - 絶対に切れないワイヤーロープ
- 最終戦 - 絶対に切れない自転車用防犯チェーン（再戦）

破壊王決定戦
本番組の破壊系の企画において2連勝を経験し、最強の名をほしいままにした「どんなものでも破壊する鉄球」と「どんなものでも破壊するカッター」による対決。ルールは先攻後攻を決め、順番に用意された3m四方のコンクリートボックスの解体作業を行い、より短い時間で中に埋め込まれた旗を取り出したほうが勝ちとなるタイムトライアル形式で勝負する。この勝負を行うにあたって、鉄球側が完全な作業開始準備完了の状態からの計時の開始を求めてカッター側が受け入れた他、カッター側も鉄球側が振り子の原理で鉄球を運用するために2台の移動式クレーンを使用することから「どんなものでも破壊するカッター」のガジラ大割機を取り付けた重機の他にコンクリートを粉砕するアタッチメントを取り付けた重機の「ガジラ・ガリガリ君」の使用を要求して鉄球側がこれを受け入れたためにカッター側の機材は「ガジラスーパークラッシャーズ」として番組に登場した。

VS 風力マシン
どんなものでも吹き飛ばす風力マシンと対決する。ルールは対象に風を当てて制限時間以内に対象を吹き飛ばせるか吹き飛ばないかで勝敗を決める。第3戦まで、「どんなものでも吹き飛ばす風力マシン」として番組に登場する風力マシンの「ハリケーン」は、東京都府中市に本社が所在する映画・ドラマ用機材メーカー「株式会社NKL」が製造したものである。
- 第1戦 - どんな強風でも絶対に壊れない傘
- 第2戦 - どんな強風でも絶対に壊れない傘(前回とは別物)
- 第3戦 - どんな強風でも布団を飛ばさない布団ばさみ
- 第4戦 - どんな強風でも絶対に壊れない傘(前回と同じ)
- 最終戦 - どんな強風でも絶対に壊れないテント

VS ラジコンカー
絶対に捕まえることができないラジコンカーと絶対に獲物を捕まえる動物・人が対決する。ルールは制限時間(ラジコンの電池の限界の3分)以内にラジコンカーに取り付けられた餌や風船を相手が捕らえられるかで勝敗を決める。第1戦以来、「絶対に捕まえることができないラジコンカー」として番組に登場するラジコンカーは、東京都足立区に本社が所在するラジコン製造メーカー「ヨコモ」が製造したものである。
- 第1戦 - どんな獲物も捕まえる鷹

この対決はのちに「やらせ」が発覚している（詳細は#やらせ発覚と番組打ち切り参照）。
- 第2戦 - どんな獲物も捕まえる猿軍団

この対決はのちに「やらせ」が発覚している（詳細は#やらせ発覚と番組打ち切り参照）。
2014年10月19日放送のめちゃイケでEXILE TRIBE VS めちゃイケトライブの十番勝負企画にて岡村隆史（猿扱い）とエグザイルトライブメンバーが操るラジコンカーとの戦いでパロディ化されたこともある。
- 最終戦 - どんな獲物も捕まえる釣り師

ラジコンボート VS スナイパー
絶対に狙いを定めることができないラジコンボートと絶対にどんな標的でも狙えるスナイパーが対決する。ルールはラジコンが一周100mのコースを4周する間にスナイパーがラジコンボートに弾丸を命中できるかどうかで勝敗を決める。
- 第1戦 - 絶対にどんな標的でもを狙える韓国人射撃手
- 最終戦 - 絶対にどんな標的でもを狙えるアメリカ人スナイパー

絶対命中スナイパー軍団vs絶対逃げるラジコン軍団
絶対に狙いを定めることができないラジコンボート、ラジコンヘリ、ラジコンカーのラジコン軍団 vs 絶対にどんな標的でも狙えるアメリカ人スナイパー軍団
この対決はのちに「やらせ」が発覚している（詳細は#やらせ発覚と番組打ち切り参照）。
VS 吸引車
どんなものでも吸い取る強力吸引車と対決する。ルールは吸い取る対象によって異なる。第1戦以来、「どんなものでも吸い取る吸引車」として番組に登場する吸引車の「パワープロベスター」は、高知県高知市に本社が所在する吸引車等製造メーカー「兼松エンジニアリング」が製造したものである。
- 第1戦 - 絶対に離れることのない吸盤
- 第2戦 - 絶対にくっつく磁石
- 第3戦 - 絶対に離れることのない吸盤（再戦）
- 第4戦 - 絶対に水をあふれさせるポンプ車 VS 絶対に水を空にする吸引車

VS 粘着シート
「どんなものでも離さない粘着シート」が非常に強力な引き剥がし能力を持つものと対決する。ルールは捕まえる対象によって異なる。第1戦以来、「どんなものでも離さない粘着シート」とされて番組に登場する粘着シートの「モンスターバスター」は、滋賀県東近江市に本社が所在する粘着シート製造メーカーの「SHIMADA」が製造したものである。
- 第1戦 - どんな所でも進み続ける重機「かにクレーン」
- 弟2戦 - どんな鉄でも離さない電磁石「リフマグ」

VS 顔認証システム
「どんな顔でも絶対に見分ける顔認証システム」と「絶対に見分けられない○○」が勝負する。ルールは最初に本物の方を顔認証システムに登録した後、もう一方が顔認証を行う。認証できず自動ドアを通れなければ顔認証システムの勝利。認証して自動ドアを通ることができれば相手側の勝利となる。
- 第1戦 - 絶対に見分けられない双子（蒼あんな・れいな）
- 第2戦 - 絶対に見分けられないマスク

VS ロードローラー
「何でも踏み潰すロードローラー」と「絶対につぶれない○○」が勝負する。ルールはロードローラーが「絶対につぶれない○○」の上を1回だけ通過し、潰れたままならロードローラーの勝利、大丈夫であった場合は相手側の勝利となる。第1戦以来、「どんなものでも踏み潰すロードローラー」として番組に登場するロードローラは、埼玉県川越市に本社が所在する重機製造メーカー「酒井重工業」が製造したものである。
- 第1戦 - 絶対につぶれないポール
- 第2戦 - 絶対につぶれないスーツケース（サムソナイト製）

VS ばんえい馬
「どんなものでも引っ張るばん馬」が対決する。ルールは対戦相手によって異なる。第1戦以来、「どんなものでも引っ張るばん馬」として番組に登場するばん馬は、北海道帯広市に所在するばんえい競馬場にてジョッキーの安部憲二の指導の下対決に臨んでいる。
- 第1戦 - 絶対にモノが滑らないゴムシート
- 第2戦 - 絶対に破れないジーンズ

VS 食洗機
「絶対に汚れを落とす食器洗浄機」が絶対に汚れを検出する相手と対決する。ルールは対戦相手によって異なる。第1戦以来、「絶対に汚れを落とす食洗機」として番組に登場する食洗機の「SDW-745」は、兵庫県尼崎市に本社が所在する洗浄機製造メーカー「ショウワ」が製造したものである。
- 第1戦 - どんなにおいも嗅ぎ分ける警察犬
- 第2戦 - どんな汚れも検出する科学捜査

最強重機綱引き決定戦
ぬかるみでの推進力に自信のある重機が集結し、綱引き対決で最強の重機を決定する。ルールは時間無制限でどちらかの重機が相手を所定のポジションまで引き込んだ時点で勝敗が決定する。第2戦のみ制限時間の3分以内にどちらかの重機が相手を所定のポジションまで引き込めば即勝敗決定、制限時間を過ぎた場合は両者を結ぶワイヤーの中心にあるマークをより自陣側に引き込んでいた側の勝利となった。
- 第1戦 - 2012年5月20日放送
  - 最強農業用重機 VS 最強建設用重機

- 第2戦 - 2012年6月24日放送、4社によるトーナメント形式
  - 予選1 - 最強パワーシャベル VS 最強ダンプ
  - 予選2 - 最強ドリルマシン VS 最強林業重機
  - 決勝戦 - 最強ドリルマシン VS 最強ダンプ

- 第3戦 - 2012年7月29日放送、4社によるトーナメント形式
  - 予選1 - スウェーデン代表ジョークラッシャー VS ドイツ代表クアトロカッター
  - 予選2 - 日本代表パイルドライバ VS 日本代表ロッククライミングマシン
  - 決勝戦 - 日本代表パイルドライバ VS ドイツ代表クアトロカッター

ユリ・ゲラー VS 絶対に曲がらないスプーン
どんなスプーンでも曲げることができるユリ・ゲラーと絶対に曲がらないスプーンの対決。時間無制限でユリ・ゲラーがスプーン曲げを行い、その後電子機器にて測定、わずかでも曲がっていればユリ・ゲラーの勝ち、一切曲がらなければスプーンの勝ちというルール。
その他の対決
- 絶対にどんなマジックでも見破る達人 VS 絶対に見破られないマジックを行うマジシャン
- 絶対にどんなものでも燃やすガスバーナー VS 絶対にどんな炎でも燃えない板
- 絶対にどんな炎でも消す消火スプレー VS 絶対炎が消えないバーナー
- 絶対にくっつかない磁石 VS 絶対にくっつく接着剤
- 絶対にどんな小さい衝撃でも割れる防犯ボール VS 絶対にどんな衝撃も吸収するα-ゲル
- 絶対にどんなものでも吹き飛ばす送風機 VS 絶対にどんな強風にも耐えられるシャッターガード
- 絶対にどんなものでも粉砕するシュレッダー VS 絶対に中身を守るハードケース
- 絶対にどんなコンクリートも破壊する破砕剤 VS どんな衝撃からもコンクリートを守る塗料
- 絶対に剥がれない両面テープ VS どんなモノでも剥がす高圧洗浄機
- 絶対に剥がれない粉体塗装 VS どんな付着物でも剥がすドライアイス洗浄機
- 絶対に晴れになる晴れ男・晴れ女 VS 絶対に雨になる雨男・雨女

### ほこ×たてレストラン
食に関する絶対に○○な企画を行う。このコーナーではトシも本田とともに進行を務める（タカは見届け人として参加）。
絶対に食べられる○○
「絶対に○○が食べられない人（食物アレルギーや食のタブーではなく、純粋にその食べ物が嫌いな人）」対「絶対に嫌いな人でも食べられる○○」との対決。用意されたゲストが嫌いな食材をゲスト自ら試食し、「これなら食べられる」と思ったら「大丈夫」の、「これでも無理」なら「ごめんなさい」の判定を下す。「大丈夫」の判定を獲得した場合、「絶対嫌いな人でも食べられる○○」と認定される。ただし、「ごめんなさい」の判定が下されると、次回に、その人がまた登場することとなる。ゴールデンからは「絶対×不可能」内で放送（第3回から）。毎回大島が「○○を食べられるようになるおまじない」を即興でかけるのが恒例。
- 第1回 - 絶対にしいたけが食べられない勝村政信 VS どんな人でも食べられるしいたけ - 2011年5月23日放送
- 第2回 - 絶対にトマトが食べられない西岡徳馬 VS どんな人でも食べられるトマト - 2011年8月1日放送
- 第3回 - 絶対にピーマンが食べられない香里奈 VS どんな人でも食べられるピーマン - 2011年10月30日放送
- 第4回 - 絶対にしいたけが食べられない勝村政信 VS どんな人でも食べられるしいたけ - 2012年2月5日放送
克服ならず - 提供されたしいたけは徳島県阿南市産「しいたけ侍」。
- 第5回 - 絶対にたまねぎが食べられない藤森慎吾 VS どんな人でも食べられるたまねぎ - 2012年7月29日放送
- 第6回 - 絶対に柿が食べられない春香クリスティーン VS どんな人でも食べられる柿 - 2012年11月11日放送
- 第7回 - 絶対にしいたけが食べられない勝村政信 VS どんな人でも食べられるしいたけ - 2013年1月20日放送

ほこ×たて菜園
2013年9月8日から放送。「絶対に食べられる○○」を、番組レギュラーが専門家のアドバイスを受け自ら栽培する。
絶対においしいコラボ
絶対に合うことのない食べ合わせ食材2つをそれぞれのプロが研究してコラボ商品を作る。判定は「職の頑固人」と呼ばれる食のスペシャリスト3人が「売れるか売れないか」を5点満点で評価。12点以上獲得で「ほこ×たて認定 絶対に売れる○○」と認定される。
- 第1回 - 「チロルチョコ」のチョコとキムチを合わせた「キムチチョコレート」

日本代表決定戦
一つの料理に対し、どこも「日本一」と豪語する地域が対決。「食のワールドカップが開催された時、どれが日本代表にふさわしいか」を決定する。判定は日本を代表する専門家3名が判定、味だけでなく見た目や調理方法なども考慮される。また、審査員が食べる際は言葉を発してはいけない。
- 第1回 - ソースカツ丼 - 福井 VS 会津若松
- 第2回 - 餃子 - 浜松 VS 八幡 VS 宇都宮（三つ巴戦）

### 絶対×不可能
ゴールデン進出から名前が付いたが、企画自体は深夜時代から行われている。不可能な悩みを持つ芸能人に不可能を絶対可能にさせる達人が挑む。達人は現物を見た時点で不可能と判断した場合はギブアップすることも可能。また、第3回からは代金を自腹で支払うこととなり、物品の価値（購入費）の数倍の修理代金の請求にあからさまな不快感を示す提供者が続出した。
- 第1回 - テリー伊藤がつけた絶対に取れない服のシミVSどんなシミでも取ることができるシミ抜き職人
- 第2回 - アジャ・コングの絶対に真っ直ぐにならない髪VSどんな髪でもストレートにする職人
- 第3回（この回よりゴールデンでの放送） - 綾部の絶対に直せない破れたTシャツVSどんな服でも直せるかけはぎ職人
- 第4回 - 道端アンジェリカの絶対直せない写真VSどんな写真も絶対に直す修復家
- 第5回 - 槙原寛己の絶対に直せない1988年（昭和63年）日米野球大会トロフィーVSどんな石材でも直せる職人
- 第6回 - 藤田朋子の絶対に直せない8mmテープVSどんなテープでも直す職人
- 第7回 - 高橋英樹の絶対に直せない掛軸のシミVSどんな掛軸でも直す職人
- 第8回 - ユージの絶対に直せない卒業アルバムVSどんな本でも直す職人&どんな写真も絶対に直す修復家
- 第9回 - 大島優子の絶対に直せない穴が開いたホットパンツVSどんな服でも直せるかけはぎ職人（第3回と同じ職人）

### 絶対×可能
不可能なことを可能にするためさまざまなプロの力を結集し不可能と思えるチャレンジに挑む。スタジオでは設定された不可能チャレンジに成功するか否かを予想する。
- 最強のゴルフマシン&軌道計算のプロ&風のプロでホールインワンを出せるか?
チャレンジ失敗 - チャンスは3球。調整までの試し打ちは無制限。
- UFOキャッチャーのプロ2人（セガのUFOキャッチャー担当であり、UFOキャッチャーのプロ&空間認識力に優れたUFOキャッチャーの達人）で特大のミッキーマウス&ミニーマウスのぬいぐるみを2個同時に獲得できるか?
- UFOキャッチャーのプロ2人（挑戦者は前回と同じ）で特大のミッキーマウスのぬいぐるみ10個を全て獲得できるか?
- 庶民は、「モデルを見ずに似顔絵を描く人」の描いた絵を見破ることができるのか?
- 完全なる体内時計
- 電動アシスト自転車は、長崎市内の急な坂を登ることができるのか?
- UFOキャッチャーのプロ2人は、人気キャラクター（前回とは題名及び制作会社が異なる）のぬいぐるみ6個をすべて獲得することができるのか?

### 11 VS 55・11 VS 45
「男性は11歳と55歳、女性は11歳と45歳の運動能力がほぼ同じ」というデータをもとに、最強の11歳チームと最強の55歳（女性は45歳）チームが対決する。スタジオでは11歳サイドと55歳（45歳）サイドのどちらが勝つかを予想する。
- 第1戦 - 11歳のアスリートチーム VS 55歳のアスリートチームで100m走5番勝負
- 第2戦 - 11歳のアスリートチーム VS 55歳のアスリートチームで競泳200mメドレーリレー
- 第3戦 - 11歳のアスリートチーム VS 55歳のアスリートチームで4×100mリレー
- 第4戦 - 11歳の女子アスリートチーム VS 45歳の女性アスリートチームで4×100mリレー
- 特別版 - お台場に来ていた普通の11歳の少年達 VS 牧原俊幸率いる55歳のフジグループ社員軍団&助っ人・ガダルカナル・タカ（フジグループ社員の1人が直前で棄権したため急遽スカウトした）で4×100mリレー
- 第5戦 - 日本最強11歳アスリートチーム VS アメリカ最強55歳アスリートチーム（マスターズ選手権ベスト4）で4×100mリレー
- 第6戦 - アメリカ最強11歳女子アスリートチーム VS 日本最強45歳女子アスリートチーム（マスターズ選手権ベスト4）で4×100mリレー
- 第7戦 - 11歳の女子アスリートチーム VS 45歳の女性アスリートチーム（ともに第4戦と異なるメンバー）で4×100mリレー

## 主なスタッフ
- 構成：鈴木おさむ、堀江利幸、小林清人、安田聡太、酒井健作、若林愛美
- ナレーション：林田尚親
- TP：高瀬義美
- SW：藤本伸一（以前はカメラ）
- CAM：河野昌寿
- AUD：松原瑞貴
- VE：土井理沙
- LD：本沢啓史
- 美術プロデューサー：桐山三千代（フジテレビ）
- デザイン：斎田崇史（フジテレビ）
- CGプロデューサー：久保田幸（フジテレビ）
- 美術進行：鈴木真吾
- CGディレクター：三塚篤（フジテレビ）
- タイトルデザイン：千代祥子
- 撮影：才沢誠二、稗田健晴、水谷奨、金堂誠之、檀亮、河野敬磨、幡川和雅、岩澤治、後藤圭太
- 編集：吉田裕樹、斉藤紗矢香
- MA：渡邉優久
- 音効：金子喜久夫
- TK：星美香
- デスク：渡辺美保
- 広報：鈴木麻衣子（フジテレビ）
- 協力：フジアール、IMAGICA、Fmt、ニユーテレス、CAMIX
- リサーチ：田中小百合、田中良典
- FD：神田洋昭、雨宮雄太
- AD：大熊早貴、梶谷俊彰、山浦伸也、野津頼義、尾花美香、櫻井彩香、芝隆一、山田千稔、佐藤なつね、斎藤貴次、藤本俊介、佐伯祐理、兒井未祐、渡部愛美、橋本典明
- AP：渡邉幸子（D:COMPLEX）、近藤岳志（厨子王）
- ディレクター：布川英樹、石野浩史、高橋謙、田村優介、鈴木浩晃、川本賢一郎、平野隼人、鈴木恵介、横山健一
- プロデューサー：藤村えりこ（厨子王）、桐谷太一（THE WORKS）、田隝宗昭（D:COMPLEX）、大川友也（フジテレビ）、岡村恭子（THE WORKS）
- VTR演出：長嶺望、並木哲也、吉岡賢祐、松原裕（THE WORKS）、田中友洋、松崎光洋、間篠高行、横山健一、白川誠、丸山剛＜ディレクターが週替わりで担当＞
- スタジオ演出：鈴木浩晃（厨子王）、平野隼人（THE WORKS）、川本賢一郎（創輝）、井上充（D:COMPLEX）＜ディレクターが週替わりで担当＞
- チーフディレクター：西原信行（ザ・スピングラス、以前は制作プロデューサー→プロデューサー）
- 制作協力：厨子王、ザ・スピングラス、THE WORKS、D:COMPLEX
- 総合演出：石田昌浩（厨子王）
- チーフプロデューサー：石川綾一（フジテレビ、2011年10月16日 - 以前はプロデューサー）
- 制作著作：フジテレビ

### 過去のスタッフ
- 構成：大場尚也
- SW：岩田一巳
- VE：武田和浩、水野博道
- 撮影：竺原功二、石井恵美子、田中秀幸、中村友厚、上山隆司、川谷隆行、船津雅美、松尾俊一郎、関根知之、矢田部修
- 協力：FLT、八峯テレビ
- 編成：水野綾子、林英美（フジテレビ）
- AD：津野若菜、兒井末祐
- プロデューサー：和田健（フジテレビ）
- 総合演出：蜜谷浩弥（フジテレビ）

## やらせ発覚と番組打ち切り
2013年10月20日に放送された2時間スペシャルでの対決『スナイパー軍団 vs ラジコン軍団』に出演した国際模型自動車連盟（IFMAR）主催の世界選手権にて14度目のチャンピオンを誇る広坂正美（2019年9月末にヨコモを退社）が、放送された対決は編集によって捏造されたもの（やらせ）であり、実際の対決とはかけ離れた内容であると告発。会社のウェブサイトにも掲載された。
この対決の内容は、「ラジコンヘリ」「ラジコンカー」「ラジコンボート」の操縦のプロが、それぞれ射撃のプロ3人と勝ち抜き戦をするものであり、広坂はこのうち「ラジコンカー」を担当した。放送では、ラジコンヘリとラジコンカーが相次いで射撃チームの先鋒に敗北、その後ラジコンボートが3人の射撃から連続して回避し、ラジコンチームの勝利となっていた。
しかし、広坂はこの内容に異議を主張し、「全くの作り物」と抗議した。広坂の主張は以下の通りである。
- 第一に、この対決自体がラジコンボートを先鋒として始まっており、この時点でラジコンチームは射撃チームの3人に連勝をしていた。しかし、ヘリとカーの対決も見せられるようにと意図的に残りの2つも撮影され、放送では順番が入れ替えられた。
- ラジコンカーの対決相手は、放送時では先鋒の人物だったが、実際はその次の中堅にあたる人物であった。
- 対決は2分間行われたが、「最初の1分はカーに当てないように撃ち、残り1分で射撃側は3発だけカーを狙って撃てる」という条件を付けられ撮影された。放送で言及されたのは「対決は2分間」の部分のみであった。
- 上記の条件のもとで始められたにもかかわらず、射撃側は開始まもなく車体に射撃。その後も立て続けにカーは弾を受け続け、1分も経たずにバラバラになり、撮影が中断された。射撃側は反則を認め謝罪したものの、広坂はその場で修復は不可能と判断し出演を辞退、さらに撮影スタッフと射撃チームも対決条件について口論となったため、結局ラジコンカーとの対決は中止となった。だが、放送時には、ラジコンカーの対決は何事もなく行われ、あたかもタイムリミット直前でラジコンカーを射撃したように描写された。

この編集を受け、広坂は番組編集担当者に、編集版を放送した時には事実を公表する、とあらかじめ忠告をしていた。
また、過去の演出でも2011年10月16日に放送された「VS ラジコンカー」の『第1戦 - どんな獲物も捕まえる鷹』では、鷹が逃げないようにゆっくり走ってほしいとの要求が、2012年10月21日に放送された「VS ラジコンカー」の『第2戦 - どんな獲物も捕まえる猿軍団』では、ラジコンカーと猿（日光猿軍団所属）の首を釣り糸で繋いで引っ張ることで、ラジコンカーを追いかけているように見せる細工をしていた。
これを受け、2013年10月24日にフジテレビは、収録の順番や対戦の運営方法について、不適切と思われる演出が確認されたとして、同年10月27日から当面の間放送を中止することを発表した。
この影響により、つなぎ番組として2013年10月27日は『美川・はるな愛のぶらり旅・長瀞へSL列車で行っちゃいました。松茸もあるヨ!スペシャル』を当初予定の当日夕方（『日曜スペシャル』）から枠移動・拡大の上、フジテレビ・長野放送のみのネットから急遽全国ネットに格上げして放送することになった。元々が90分番組であったため、120分番組として再編成するために、後半30分を「美川が倍返ししたいゲスト」として、過去の「美川・はるな愛のぶらり旅」の中から印象的だったゲストを特集した総集編を放送した。なお、この代替番組においてすら、問題演出があったのではという意見がある。
同年11月1日、フジテレビは番組の打ち切りを決定し、同日放送の『FNNスーパーニュース』と翌日放送の『新・週刊フジテレビ批評』で番組終了と謝罪を行った。フジテレビ社長の亀山千広は、同年11月29日の定例記者会見において「番組を盛り上げるために勝負内容に『過度な演出』を行ってしまった」と謝罪したが、「撮影前から勝敗が決まっていたわけではないので『やらせ』には当たらない」とコメントした。この影響により、当番組の公式サイトは閉鎖となった。12月26日、フジテレビは大多亮、港浩一の両常務取締役を減俸処分に、編成制作局編成部長の立松嗣章、バラエティー制作部長の宮道治朗、チーフプロデューサーの石川綾一を減給処分にすると発表した。ちなみに、過去にもフジテレビ系列では2007年1月に『発掘!あるある大事典II』（関西テレビ制作）がデータ捏造問題で打ち切られたことがある。
批判は放送倫理・番組向上機構（BPO）にも寄せられ、2013年12月13日の第77回委員会にて2時間スペシャルの審議入りが決定した。これは2011年10月16日、2012年10月21日に放送された分も含まれている。BPOは2014年1月に関係者に対してヒアリングを行い、2014年4月1日にBPOはフジテレビに対して「重大な放送倫理違反があった」とする委員会決定を通知し、記者会見で委員会決定を公表した。
2014年2月2日からは後継番組として『日本語探Qバラエティ クイズ!それマジ!?ニッポン』の放送が開始された。なお、司会のうちタカアンドトシは続投した。
このやらせに関与した制作会社スタッフはその後、『珍種目No.1は誰だ!? ピラミッド・ダービー』（TBS系列）でも問題を起こしている。

## 出演者

### 司会
- タカアンドトシ（タカ・トシ）

### 進行
- 本田朋子（当時フジテレビアナウンサー、2011年1月17日 - 2013年9月22日）
- 宮澤智（フジテレビアナウンサー、2013年10月20日のみ[注 7]）

### レギュラー
- 大島優子（当時AKB48）
- 東野幸治
- 中山秀征
- ピース（又吉直樹・綾部祐二）
- 藤森慎吾（オリエンタルラジオ）

### ゲスト知識人
- 原利次（日本工業大学名誉教授）
- 小川賀代（日本女子大学理学部数物科学科准教授）
- 内田麻理香（サイエンスライター）
- 滝川洋二（NPO法人ガリレオ工房理事長 / 東海大学教育研究所教授）

番組初回から予想に参加していたが、一度も予想が的中せず、2011年5月23日の放送でついに11連敗を達成した（確率は1/2048）が、5月30日の放送で初めて的中した。一時期「修行」として番組を休んだこともある。
- 伊藤慎一郎
- 高峰愛子（青山学院大学理工学部助教）

### 実況
- 福永一茂（フジテレビアナウンサー）

### ほこ×たてカジノ支配人
- 福井謙二（当時フジテレビアナウンサー、2013年10月20日のみ[注 7]）
- 佐野瑞樹（フジテレビアナウンサー、2013年10月20日のみ[注 7]）

## 受賞歴
- 2010年（平成22年）10月 - ギャラクシー賞月間賞、ギャラクシー賞第48回奨励賞受賞[26]
- 第28回 ATP賞テレビグランプリ2011 情報バラエティ部門 最優秀賞[27]
- 平成24年度日本民間放送連盟賞テレビエンターテインメント部門最優秀賞[28]

## ネット局と放送時間

### 日曜ゴールデン時代（2011年10月 - 2013年10月）
| 放送対象地域  | 放送局                    | 系列                                         | 放送時間           |
| ------------- | ------------------------- | -------------------------------------------- | ------------------ |
| 関東広域圏    | フジテレビ(CX) （制作局） | フジテレビ系列                               | 日曜 19:00 - 19:58 |
| 北海道        | 北海道文化放送(uhb)       | フジテレビ系列                               | 日曜 19:00 - 19:58 |
| 岩手県        | 岩手めんこいテレビ(mit)   | フジテレビ系列                               | 日曜 19:00 - 19:58 |
| 宮城県        | 仙台放送(OX)              | フジテレビ系列                               | 日曜 19:00 - 19:58 |
| 秋田県        | 秋田テレビ(AKT)           | フジテレビ系列                               | 日曜 19:00 - 19:58 |
| 山形県        | さくらんぼテレビ(SAY)     | フジテレビ系列                               | 日曜 19:00 - 19:58 |
| 福島県        | 福島テレビ(FTV)           | フジテレビ系列                               | 日曜 19:00 - 19:58 |
| 新潟県        | 新潟総合テレビ(NST)       | フジテレビ系列                               | 日曜 19:00 - 19:58 |
| 長野県        | 長野放送(NBS)             | フジテレビ系列                               | 日曜 19:00 - 19:58 |
| 静岡県        | テレビ静岡(SUT)           | フジテレビ系列                               | 日曜 19:00 - 19:58 |
| 富山県        | 富山テレビ(BBT)           | フジテレビ系列                               | 日曜 19:00 - 19:58 |
| 石川県        | 石川テレビ(ITC)           | フジテレビ系列                               | 日曜 19:00 - 19:58 |
| 福井県        | 福井テレビ(FTB)           | フジテレビ系列                               | 日曜 19:00 - 19:58 |
| 中京広域圏    | 東海テレビ(THK)           | フジテレビ系列                               | 日曜 19:00 - 19:58 |
| 近畿広域圏    | 関西テレビ(KTV)           | フジテレビ系列                               | 日曜 19:00 - 19:58 |
| 鳥取県 島根県 | 山陰中央テレビ(TSK)       | フジテレビ系列                               | 日曜 19:00 - 19:58 |
| 岡山県 香川県 | 岡山放送(OHK)             | フジテレビ系列                               | 日曜 19:00 - 19:58 |
| 広島県        | テレビ新広島(tss)         | フジテレビ系列                               | 日曜 19:00 - 19:58 |
| 愛媛県        | テレビ愛媛(EBC)           | フジテレビ系列                               | 日曜 19:00 - 19:58 |
| 高知県        | 高知さんさんテレビ(KSS)   | フジテレビ系列                               | 日曜 19:00 - 19:58 |
| 福岡県        | テレビ西日本(TNC)         | フジテレビ系列                               | 日曜 19:00 - 19:58 |
| 佐賀県        | サガテレビ(STS)           | フジテレビ系列                               | 日曜 19:00 - 19:58 |
| 長崎県        | テレビ長崎(KTN)           | フジテレビ系列                               | 日曜 19:00 - 19:58 |
| 熊本県        | テレビくまもと(TKU)       | フジテレビ系列                               | 日曜 19:00 - 19:58 |
| 鹿児島県      | 鹿児島テレビ(KTS)         | フジテレビ系列                               | 日曜 19:00 - 19:58 |
| 沖縄県        | 沖縄テレビ(OTV)           | フジテレビ系列                               | 日曜 19:00 - 19:58 |
| 大分県        | テレビ大分（TOS）         | 日本テレビ系列 フジテレビ系列                | 金曜 16:52 - 17:53 |
| 宮崎県        | テレビ宮崎（UMK）         | フジテレビ系列 日本テレビ系列 テレビ朝日系列 | 日曜 14:00 - 15:00 |
| 青森県        | 青森テレビ(ATV)           | TBS系列                                      | 日曜 14:00 - 14:58 |
| 山口県        | テレビ山口(tys)           | TBS系列                                      | 土曜 12:55 - 13:55 |
| 山梨県        | 山梨放送(YBS)             | 日本テレビ系列                               | 土曜 15:00 - 16:00 |

1. ↑  2013年6月2日は、プロ野球・北海道日本ハムファイターズVS横浜DeNAベイスターズ（旭川スタルヒン球場）放送のため6月8日の13:00 - 13:58に放送。

### 月曜バラパラ時代（- 2011年9月）
| 放送対象地域  | 放送局                    | 系列                                         | 放送時間                     |
| ------------- | ------------------------- | -------------------------------------------- | ---------------------------- |
| 関東広域圏    | フジテレビ(CX) （制作局） | フジテレビ系列                               | 月曜 23:00 - 23:30           |
| 北海道        | 北海道文化放送(uhb)       | フジテレビ系列                               | 月曜 23:00 - 23:30           |
| 岩手県        | 岩手めんこいテレビ(mit)   | フジテレビ系列                               | 月曜 23:00 - 23:30           |
| 宮城県        | 仙台放送(OX)              | フジテレビ系列                               | 月曜 23:00 - 23:30           |
| 秋田県        | 秋田テレビ(AKT)           | フジテレビ系列                               | 月曜 23:00 - 23:30           |
| 山形県        | さくらんぼテレビ(SAY)     | フジテレビ系列                               | 月曜 23:00 - 23:30           |
| 福島県        | 福島テレビ(FTV)           | フジテレビ系列                               | 月曜 23:00 - 23:30           |
| 新潟県        | 新潟総合テレビ(NST)       | フジテレビ系列                               | 月曜 23:00 - 23:30           |
| 長野県        | 長野放送(NBS)             | フジテレビ系列                               | 月曜 23:00 - 23:30           |
| 静岡県        | テレビ静岡(SUT)           | フジテレビ系列                               | 月曜 23:00 - 23:30           |
| 富山県        | 富山テレビ(BBT)           | フジテレビ系列                               | 月曜 23:00 - 23:30           |
| 石川県        | 石川テレビ(ITC)           | フジテレビ系列                               | 月曜 23:00 - 23:30           |
| 福井県        | 福井テレビ(FTB)           | フジテレビ系列                               | 月曜 23:00 - 23:30           |
| 中京広域圏    | 東海テレビ(THK)           | フジテレビ系列                               | 月曜 23:00 - 23:30           |
| 近畿広域圏    | 関西テレビ(KTV)           | フジテレビ系列                               | 月曜 23:00 - 23:30           |
| 鳥取県 島根県 | 山陰中央テレビ(TSK)       | フジテレビ系列                               | 月曜 23:00 - 23:30           |
| 岡山県 香川県 | 岡山放送(OHK)             | フジテレビ系列                               | 月曜 23:00 - 23:30           |
| 広島県        | テレビ新広島(tss)         | フジテレビ系列                               | 月曜 23:00 - 23:30           |
| 愛媛県        | テレビ愛媛(EBC)           | フジテレビ系列                               | 月曜 23:00 - 23:30           |
| 高知県        | 高知さんさんテレビ(KSS)   | フジテレビ系列                               | 月曜 23:00 - 23:30           |
| 福岡県        | テレビ西日本(TNC)         | フジテレビ系列                               | 月曜 23:00 - 23:30           |
| 佐賀県        | サガテレビ(STS)           | フジテレビ系列                               | 月曜 23:00 - 23:30           |
| 長崎県        | テレビ長崎(KTN)           | フジテレビ系列                               | 月曜 23:00 - 23:30           |
| 熊本県        | テレビくまもと(TKU)       | フジテレビ系列                               | 月曜 23:00 - 23:30           |
| 鹿児島県      | 鹿児島テレビ(KTS)         | フジテレビ系列                               | 月曜 23:00 - 23:30           |
| 沖縄県        | 沖縄テレビ(OTV)           | フジテレビ系列                               | 月曜 23:00 - 23:30           |
| 大分県        | テレビ大分(TOS)           | 日本テレビ系列 フジテレビ系列                | 木曜 9:55 - 10:25            |
| 宮崎県        | テレビ宮崎(UMK)           | フジテレビ系列 日本テレビ系列 テレビ朝日系列 | 月曜 10:45 - 11:15           |
| 青森県        | 青森テレビ(ATV)           | TBS系列                                      | 月曜 23:50 - 翌0:20          |
| 山口県        | テレビ山口(tys)           | TBS系列                                      | 火曜 1:25 - 1:55（月曜深夜） |
| 徳島県        | 四国放送(JRT)             | 日本テレビ系列                               | 日曜 13:00 - 13:30           |

1. ↑  2011年7月5日までは火曜16:24 - 16:54に放送されていたが、2011年7月14日から現在の日時。
2. ↑  2011年4月12日から放送開始。
3. ↑  2011年4月24日から放送開始。

## 放送日時
放送時刻はJST。
1. 2010年10月2日 土曜日2:30 - 3:30(従来はニューカマーズ枠、フジテレビの場合)
2. 2011年1月4日 13:00 - 14:00（2010年10月2日未明の続編、フジテレビの場合）
3. 2011年1月17日 - 9月19日 毎週月曜日23:00 - 23:30（月曜バラパラ枠）
4. 2011年10月 - 2013年10月20日 毎週日曜日19:00 - 19:58